# Sparekassen Den lille Bikube
 Ikke at forveksle med Bikuben.
Sparekassen Den lille Bikube er en dansk sparekasse. Sparekassen blev etableret i 1859 under navnet "Den lille Bikube, Kirkerup". I 1991 skiftede den navn til "Sparekassen Den lille Bikube, Kirkerup" og i 2002 skiftede navn til "Sparekassen Den lille Bikube".
Fra 2002 lå Sparekassen i Fuglebjerg. Fra 1859 til 2002 havde banken hovedsæde i Sørbylille på trods af, at den havde Kirkerup i navnet. Dvs. sparekassen har i hele sin levetid haft en tæt tilknytning til områddet omkring Slagelse.
Den 1. juli 2020 blev Sparekassen Den lille Bikube lagt sammen med Sparekasse Kronjylland. Årsagen til fusionen var, at man med blot tre ansatte ikke kunne leve op til de konstant stigende krav, som regeringen stillede til pengeinstitutter. 

## Ekstern henvisning
- Sparekassen Den lille Bikubes hjemmeside Arkiveret 23. september 2020 hos  Wayback Machine

55°18′6.4″N 11°32′42.17″Ø / 55.301778°N 11.5450472°Ø